# Tomba trace di Sveštari
La Tomba trace di Sveštari (in bulgaro: Свещарска гробница, Sveštarka grobnica) è una sepoltura di epoca trace che si trova nei pressi del villaggio di Sveštari, nel comune di Isperih, nella regione di Razgrad, nel nordest della Bulgaria.
La tomba, del III secolo a.C., venne scoperta nel 1982, e rispecchia i fondamentali principi strutturali degli edifici di culto traci. La decorazione architettonica della tomba è considerata unica, con cariatidi policrome per metà umane e per metà vegetali, oltre a murali dipinti.
Dieci figure femminili sono scolpite in altorilievo sui muri della camera centrale, mentre le decorazioni delle lunette della volta sono l'unico esempio di questo tipo trovato finora nel territorio abitato un tempo dai Traci. Si pensa che ciò sia il frutto della cultura dei Geti (conosciuti anche col nome di Daci), una popolazione trace che, secondo gli antichi geografi, fu in contatto col mondo ellenistico e quello, mitologico, iperboreo.
Nel sito ci sono varie tombe, questa descritta per la bellezza e la particolarità delle decorazioni è particolarmente interessante per la tecnica costruttiva. Presenta una inusitata, per il periodo di costruzione, copertura a "volta". Di fatto un arco a tutto sesto continuo per l’intera lunghezza. Chi ha inventato l’arco? In quel periodo, III secolo avanti Cristo, gli Etruschi lo costruivano, Greci e Romani no. Tecnicamente l’arco trasforma la spinta verticale dovuta al peso della copertura in spinta orizzontale, in questo caso la spinta laterale alla base della volta era di fatto sostenuta dal terrapieno in cui è sepolta la tomba ma la volta ha sempre sostenuto il grande peso della terra posta sopra a formare il "tumulo". Altre camere a tumulo presenti nel nord Europa e in giro per il mondo sono coperte con il ”falso arco”: un incastro di pietre poste in obliquo a formare un V rovesciato ma che non opera la “trasformazione”, la spinta rimane verticale. Ed in effetti le altre tombe presenti nelle vicinanze di questa descritta, hanno copertura a “falso arco”.
Nel 1985 la tomba tracia di Sveštari è stata inserita nell'elenco dei Patrimoni dell'umanità dell'UNESCO.